# Malacocincla sepiaria
La tordina de Horsfield (Malacocincla sepiaria) es una especie de ave paseriforme de la familia Pellorneidae propia del sudeste asiático. Su nombre común conmemora a su descubridor, el naturalista americano Thomas Horsfield.

## Distribución y hábitat
Se encuentra en el sur de la península malaya y las islas de Sumatra, Borneo y Java. Su hábitat natural son los bosques húmedos tropicales tanto montanos como de baja altitud.

## Subespecies
Se reconocen las siguientes:
- M. s. tardinata Hartert, 1915 - península malaya
- M. s. barussana Robinson & Kloss, 1921 - Sumatra
- M. s. sepiaria (Horsfield, 1821) - Java y Bali
- M. s. rufiventris Salvadori, 1874 - oeste y sur de Borneo
- M. s. harterti Chasen & Kloss, 1929 - norte y este de Borneo